# Pachygonidia mielkei
Pachygonidia mielkei là một loài bướm đêm thuộc họ Sphingidae. Loài này có ở Brasil.
Chiều dài cánh trước là 32–35 mm đối với con đực và 35–37 mm đối với con cái. 